# Batalha de Fishguard
A Batalha de Fishguard foi uma invasão militar da Grã-Bretanha pela França revolucionária durante a Guerra da Primeira Coalizão. A breve campanha, de 22 a 24 de fevereiro de 1797, é o desembarque mais recente em solo britânico por uma força estrangeira hostil e, portanto, é frequentemente chamada de "última invasão da Grã-Bretanha continental".
O general francês Lazare Hoche planejou um ataque em três frentes à Grã-Bretanha em apoio à Sociedade dos Irlandeses Unidos. Duas forças desembarcariam na Grã-Bretanha como um esforço de engodo, enquanto o corpo principal desembarcaria na Irlanda. O mau tempo e a indisciplina pararam duas das forças mas a terceira, destinada a desembarcar no País de Gales e marchar sobre Bristol, seguiu em frente.
Após breves confrontos com as forças britânicas reunidas às pressas e a população civil local, o comandante irlandês-americano da força invasora, coronel William Tate, foi forçado a se render incondicionalmente em 24 de fevereiro. Em uma ação naval relacionada, os britânicos capturaram dois dos navios da expedição, uma fragata e uma corveta.